# Амбистомы
Амбистомы (лат. Ambystoma) — род земноводных из семейства амбистомовых. Содержит 32 вида. Эндемики Северной Америки. Предпочитают влажные местообитания. Ведут скрытный образ жизни, прячась в норы, под камни. Питаются червями и другими мелкими беспозвоночными.

## Виды
На январь 2023 года в род включают 26 видов:
Род Амбистомы (Ambystoma Tschudi, 1838)
- Ambystoma altamirani Duges, 1895 — Горная амбистома
- Ambystoma amblycephalum Taylor, 1940 — Пятнистобокая амбистома
- Ambystoma andersoni Krebs & Brandon, 1984 — Коренастая амбистома
- Ambystoma annulatum Cope, 1886 — Кольчатая амбистома
- Ambystoma barbouri Kraus & Petranka, 1989
- Ambystoma bishopi Goin, 1950 — Амбистома Бишопа
- Ambystoma californiense Gray, 1853 — Калифорнийская тигровая амбистома
- Ambystoma cingulatum Cope, 1868 — Сетчатая амбистома
- Ambystoma dumerilii (Duges, 1870) — Амбистома Дюмериля
- Ambystoma gracile (Baird, 1859) — Бурая амбистома
- Ambystoma jeffersonianum (Green, 1827) — Амбистома Джефферсона
- Ambystoma laterale Hallowell, 1856 — Пятнистоголубая амбистома
- Ambystoma lermaense (Taylor, 1940) — Съедобная амбистома
- Ambystoma mabeei Bishop, 1928 — Серебристо-голубая амбистома
- Ambystoma macrodactylum Baird, 1850 — Длиннопалая амбистома
- Ambystoma maculatum (Shaw, 1802) — Жёлтопятнистая амбистома
- Ambystoma mavortium Baird, 1850
- Ambystoma mexicanum (Shaw & Nodder, 1798) — Мексиканская амбистома
- Ambystoma opacum (Gravenhorst, 180)7 — Мраморная амбистома
- Ambystoma ordinarium Taylor, 1940 — Речная амбистома
- Ambystoma rosaceum Taylor, 1941 — Розовая амбистома
- Ambystoma silvense Webb, 2004
- Ambystoma talpoideum (Holbrook, 1838) — Кротовидная амбистома
- Ambystoma texanum (Matthes, 1855) — Короткоголовая амбистома
- Ambystoma tigrinum (Green, 1825) — Тигровая амбистома
- Ambystoma velasci (Duges, 1888) — Мексиканская тигровая амбистома